# 财通证券
财通证券股份有限公司（上交所：601108），简称财通证券，总部位于浙江省杭州市，是中国的一个券商。

## 历史
前身1993年5月成立于浙江省杭州市的浙江财政证券公司。2003年6月，浙江财政证券公司联合浙江省部分市县国债服务中介机构转制设立财通证券经纪有限责任公司。2006年10月，财通证券并购天和证券经纪有限公司。2009年3月，财通证券获得综合类券商牌照，更名为财通证券有限责任公司。2013年10月，财通证券完成股份制改造，更名为财通证券股份有限公司。
在证监会公布的2016年证券公司分类结果中，财通证券被评为A级。
2014年12月，财通证券股份有限公司全资子公司财通证券资产管理有限公司成立。
2017年10月24日，财通证券在上海证券交易所A股主板上市。
2021年7月24日，中国证券监督管理委员会发布《2021年证券公司分类结果》，共有103家券商参与。其中财通证券被评为A级，与2020年持平。